# 羊毛杜鹃
羊毛杜鹃（学名：Rhododendron mallotum）为杜鹃花科杜鹃花属下的一个种。

## 扩展阅读
- 維基物種上的相關：羊毛杜鹃